# Osoega

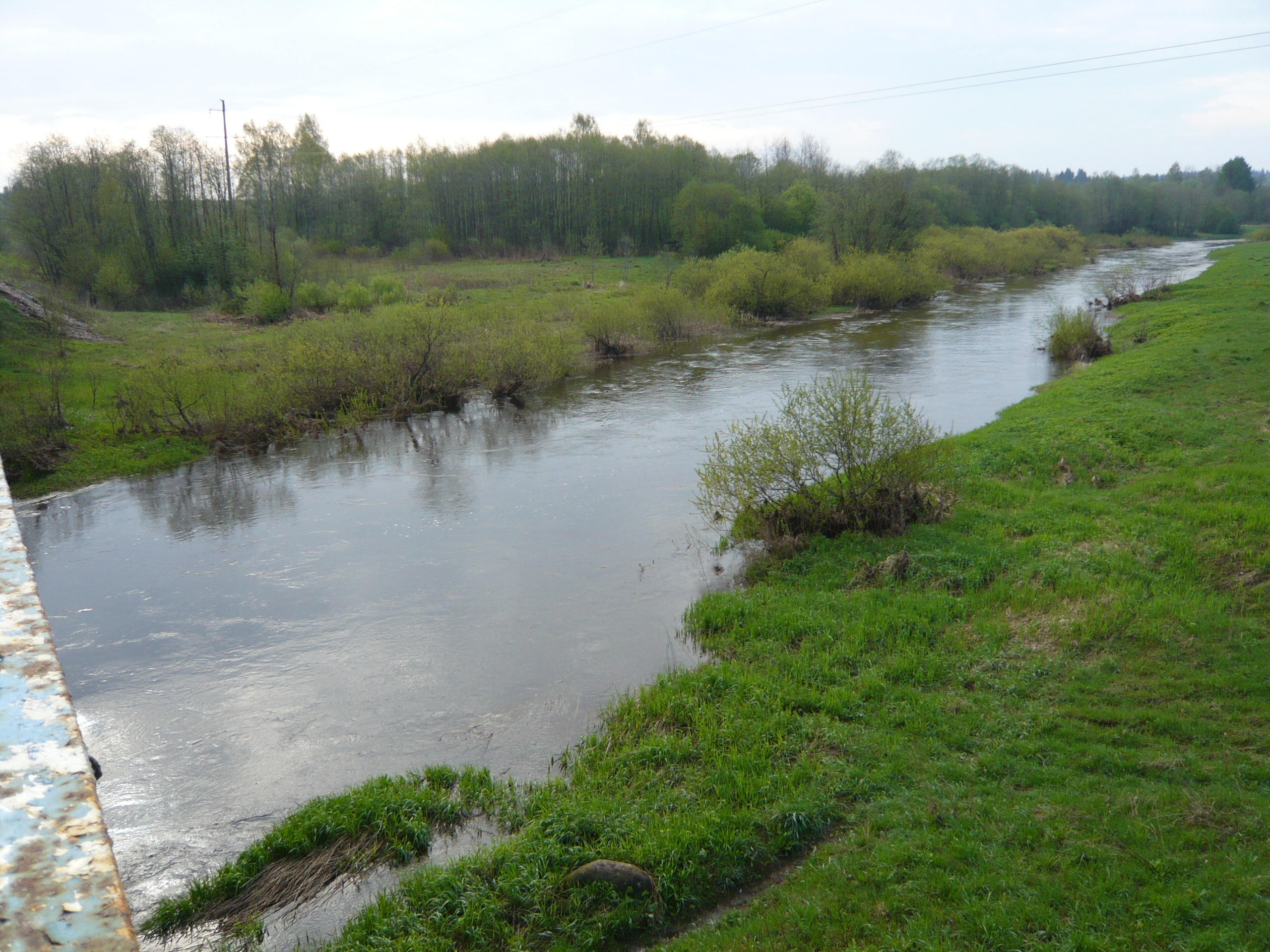
De Osoega

De Osoega (Russisch: Осу́га) is een rivier in het noordwestelijke deel van de Russische Federatie, in de oblast Tver, en stroomt uit in de Tvertsa. De belangrijkste plaats aan de rivier is Koevsjinovo. Nabij deze stad is er over de rivier een brug voor de weg Torzjok - Ostasjkov.
De lengte van de Osoega is 167 km, de oppervlakte van haar stroomgebied is 241 km², haar debiet is 17,9 m³/s. De rivier behoort tot het Volgabekken en wordt gevoed door de rivieren de Negotsj, de Talozjenka en de Poved (allen links), waarvan de laatste de belangrijkste bron van water is. De rivier ontspringt in de zuidoostelijke hellingen van de Valdajhoogte.